# Конституционный референдум в Кыргызстане (январь 2021)
Конституционный референдум в Кыргызстане об изменении формы правления прошёл 10 января 2021 года вместе с президентскими выборами. По его итогам граждане Кыргызстана выбрали новую форму правления государства — президентскую республику.

## Варианты вопроса в референдуме
1. Парламентская форма правления
2. Президентская форма правления
3. Против всех[3]

## Предыстория
10 октября 2020 года премьер-министр Кыргызстана Садыр Жапаров на внеочередной встрече в государственной резиденции с депутатами призвал к реформе Конституции, в которой он предложил, чтобы не было главы правительства, а была система Курултая, предложив также идею сокращения числа депутатов парламента. 19 октября Жапаров заявил, что может претендовать на избрание на полный срок, если страна внесет поправки в свою конституцию, чтобы разрешить политический кризис. В интервью телеканалу «Аль-Джазира» Жапаров объяснил своё видение новой Конституции без парламентской формы правления. Он сочувствовал необходимости возврата страны к системе одномандатного голосования и превращения Курултая в самый важный действующий государственный орган, которому президент и премьер-министр будут отчитываться и увольняться в случае плохой работы. Жапаров заявил, что Кыргызстан слишком рано перешёл к парламентской республике из-за менталитета граждан страны, и отметил, что вернуться к парламентской форме правления можно будет только через 25-30 лет. 22 октября 2020 года Жогорку Кенеш проголосовал за то, чтобы отложить повторное проведение парламентских выборов и вместо этого дождаться новой конституционной реформы, которую продвигал Жапаров.
Жапаров получил критику и обвинения в попытке захвата власти и установления авторитарного режима, подобного тому, что установлен в Туркменистане. Он отверг эти претензии во время митинга в Оше, где сказал жителям, что все предложения по реформам будут открыто обсуждаться с населением. Через 10-15 дней рассчитывали закончить разработку предложений и затем их передать в создающийся Конституционный совет. Всем заинтересованным гражданам и представителям неправительственных организаций будет разрешено войти в Конституционный совет, а его заседания будут транслироваться в прямом эфире по телевидению. Предложения будут вынесены на общественное обсуждение, и окончательное решение по ним будет принято путем референдума.
17 ноября 2020 года был обнародован проект новой Конституции, при этом референдум назначен на 10 января 2021 года, в день проведения президентских выборов.
В конечном итоге содержание референдума было сведено к вопросу о форме правления страны, и избирателей попросили проголосовать за существующую парламентскую систему, за переход к президентской системе или за вариант «против всех».

## Результаты
По официальным данным избирательных органов страны, на референдуме проголосовало 1 394 021 человек, что составляет 39,12 % от общего числа 3 563 574 человек, имеющих право голоса. За переход к президентской системе проголосовало 84,1 % избирателей, в то время как 11,3 % предпочли сохранить нынешнюю парламентскую систему, а 4,6 % избирателей проголосовали против обоих вариантов. Всего из недействительных переносных ящиков было получено 197 голосов.
Предложение о президентской системе получило самую сильную поддержку в Иссык-Кульской области, где оно получило примерно 90 % голосов, и самую слабую в Бишкеке, где её поддержали примерно 57 % избирателей. Точно так же поддержка сохранения парламентской системы была самой высокой в Бишкеке (~33,8 %) и самой низкой в Иссык-Куле (5,41 %). В Бишкеке также была самая высокая доля избирателей, проголосовавших против обеих систем — около 7,6 % от общего числа. Второй референдум, который прошёл в апреле 2021 года, был проведён для голосования по новому проекту конституции, официально меняющему форму правления.
| Место                             | Выбор                             | Голосов   | %     |
| --------------------------------- | --------------------------------- | --------- | ----- |
| Распределение голосов             |                                   |           |       |
| 1.                                | Президентская республика          | 1 133 485 | 84,11 |
| 2.                                | Парламентская республика          | 151 931   | 11,27 |
| 3.                                | Против всех вариантов             | 62 145    | 4,61  |
| Число недействительных бюллетеней | Число недействительных бюллетеней | 46 657    | 3,35  |
| Бюллетени                         |                                   |           |       |
| Число бюллетеней в урнах          | Число бюллетеней в урнах          | 1 347 561 | 96,65 |
| Явка                              | Явка                              | 1 394 218 | 39,12 |
| Число избирателей                 | Число избирателей                 | 3 563 574 | 100   |
| Источник: ЦИК                     |                                   |           |       |